# Postenje (Novi Pazar)
Pour les articles homonymes, voir Postenje.
Postenje (en serbe cyrillique : Постење) est une localité de Serbie située sur le territoire de la Ville de Novi Pazar, district de Raška. Au recensement de 2011, elle comptait 3 918 habitants.
Postenje, officiellement classé parmi les villages de Serbie, est situé sur les bords de la Raška.

## Démographie

### Évolution historique de la population
| 1948 | 1953 | 1961  | 1971  | 1981  | 1991  | 2002  | 2011  |
| ---- | ---- | ----- | ----- | ----- | ----- | ----- | ----- |
| 834  | 907  | 1 046 | 1 167 | 1 659 | 2 868 | 3 471 | 3 918 |

|  |